# Liste des vélodromes du Canada
Le Canada compte neuf vélodromes, répartis dans cinq provinces. La province comptant le plus de vélodromes est l'Ontario avec trois vélodromes. Le vélodrome de Forest City, le vélodrome de Milton et le vélodrome de Burnaby sont couverts. Le Vélodrome d'Argyll à Edmonton et le Vélodrome Juan de Fuca de Victoria ont respectivement accueilli les épreuves de cyclisme sur piste des Jeux du Commonwealth de 1978 et de 1994.
Le vélodrome international de Bromont, homologué par l'Union cycliste internationale, est le seul vélodrome olympique au Canada.

## Liste des vélodromes
- Vélodrome d'Argyll, Edmonton, Alberta
- Vélodrome de Glenmore (en), Calgary, Alberta
- Vélodrome de Burnaby, Vancouver, Colombie-Britannique
- Vélodrome Juan de Fuca, Victoria, Colombie-Britannique
- Vélodrome Caisse Populaire de Dieppe, Dieppe, Nouveau-Brunswick
- Vélodrome de Forest City, London, Ontario
- Vélodrome de Milton, Milton, Ontario
- Vélodrome Wind Del (en), Delhi, Ontario
- Vélodrome Sylvan Adams, Bromont, Québec

## Anciens vélodromes
- Vélodrome du Parc Victoria (Québec), construit en 1950[2]
- Vélodrome de Queen's Park, Montréal, Québec, construit en 1899, Championnats du monde de cyclisme sur piste 1899, démoli après 1902[3],[4]
- Vélodrome du Forum de Montréal, Québec, à partir de 1929, courses sur piste au Forum. À chaque événement cycliste, une nouvelle piste de bois aux virages abrupts est construite par des ouvriers spécialisés[2].
- Vélodrome du Parc Jarry de Montréal
- Vélodrome de Verdun, Montréal épreuves internationales sur piste en 1949[2].
- Vélodrome Métropolitain à Montréal, piste de 1/8 mile en cédre, construite en 1955, rue St-Hubert (45° 33′ 02,22″ N, 73° 37′ 58,1″ O), sur le domaine du Collège André-Grasset [2],[5].
- Vélodrome de Montréal (temporaire), construit en 1974 pour accueillir les Championnats du monde, situé  45° 30′ 10,78″ N, 73° 36′ 57,24″ O, à proximité de l’Université de Montréal[2]
- Vélodrome olympique, Montréal, piste en bois de rose, voit le jour pour les jeux de 1976, démolition en 1989[2]
- Vélodrome Louis-Garneau, Saint-Augustin-de-Desmaures, démoli en 2007.
- Vélodrome de Shawinigan, construit en 1947-1948[2]
- Vélodrome de Terrebonne, igauré en 1899[2]
- Vélodrome de China Creek, Vancouver, Colombie-Britannique[4]. Construit pour les Jeux de l'Empire de 1954. Démoli en 1980.
- Vélodrome de Winnipeg, Winnipeg, Manitoba[4]. Construit pour les Jeux panaméricains de 1967. Démoli en 1998.
- Vélodrome de Scarborough Beach Park, Toronto, Ontario. Années 1920.